# ГЕС Nánshā
ГЕС Nánshā (南沙水电站) — гідроелектростанція на півдні Китаю у провінції Юньнань. Знаходячись перед ГЕС Mǎdǔshān, наразі становить верхній ступінь каскаду на річці Хонгха, яка біля Хайфона впадає у Тонкінську затоку Південнокитайського моря. При цьому вище за течією заплановане будівництво ще восьми гідроелектростанцій.
У межах проєкту річку перекрили греблею з ущільненого котком бетону висотою 85 м та довжиною 232 м. Вона утримує водосховище з об'ємом 265 млн м3 (під час повені, максимальний об'єм у звичайних умовах — 208 млн м3), зокрема корисний об'єм 80 млн м3. Рівень поверхні цієї водойми в операційному режимі може коливатись між позначками 255 та 267 м НРМ, а під час повені зростати до 273 м НРМ.
Пригреблевий машинний зал обладнали трьома турбінами типу Френсіс потужністю по 50 МВт, які забезпечують виробництво 702 млн кВт·год електроенергії на рік.
Видача продукції відбувається по ЛЕП, розрахованій на роботу під напругою 110 кВ.